# Porticulasphaera
Porticulasphaera es un género de foraminífero planctónico de la subfamilia Porticulasphaerinae, de la familia Globigerinidae, de la superfamilia Globigerinoidea, del suborden Globigerinina y del orden Globigerinida. Su especie tipo es Globigerina mexicana. Su rango cronoestratigráfico abarca desde el Luteciense superior (Eoceno medio) hasta el Priaboniense (Eoceno superior).

## Descripción
Porticulasphaera incluía especies con conchas trocoespiraladas, y de forma subesférica; inicialmente trocospira baja, después alta, y finalmente estreptoespiralada; sus cámaras eran inicialmente globulares, creciendo en tamaño de manera rápida, generalmente con 4,5 a 5 cámaras en el estadio inicial, y con una última cámara semiesférica, que ocupa la mitad de la concha y cubre el lado umbilical; sus suturas intercamerales eran rectas o curvas, y ligeramente incididas a niveladas; su contorno ecuatorial era subcircular; su periferia era ampliamente redondeada; su ombligo estaba oculto bajo la última cámara semiesférica; en el estadio inicial su abertura principal era interiomarginal, umbilical (intraumbilical), con forma de arco pequeño de media punta; la última cámara presentaba unas pocas aberturas suplementarias con forma de arco pequeño y generalmente rodeadas por labios engrosados; ocasionalmente aberturas suplementarias estaban cubiertas por cámaras diminutas o pseudobullas, cada una de las cuales presentan aberturas accesorias infralaminales; presentaban pared calcítica hialina radial, perforada con poros en copa, y superficie reticulada y espinosa (con bases de espinas).

## Discusión
Muchos autores consideran que Porticulasphaera es un sinónimo subjetivo posterior bien de Globigerapsis o bien de Globigerinatheka. Porticulasphaera fue originalmente descrito basándose en ejemplares de concha subesférica, incorrectamente identificados como mexicana, su especie tipo. Un reestudio del holotipo de mexicana sugirió que pertenecía a Globigerapsis, y por tanto que Porticulasphaera era un sinónimo posterior. Para abarcar las formas que se habían incluido en Porticulasphaera, estos autores propusieron como sustituto el género Orbulinoides, proponiendo como especie tipo a beckmanni, una especie que había sido originalmente definida como perteneciente al género Porticulasphaera. Sin embargo, este género, utilizando la misma especie tipo, había sido definido por otro autor unos meses antes, con unas características que no se ajustaban al concepto taxonómico dado a Porticulasphaera. Una enmienda posterior del género restituyó el sentido taxonómico que tenía originalmente. Sus principales diferencias con respecto a Globigerinatheka son una última cámara inflada subesférica y suturas poco incididas, dando a la concha una forma subesférica, y, además, aberturas suplementarias sólo en la última cámara, bordeadas de labios gruesos.

## Paleoecología
Porticulasphaera incluía especies con un modo de vida planctónico, de distribución cosmopolita, preferentemente latitudinal subtropical a templada, y habitantes pelágicos de aguas superficiales (medio epipelágico).

## Clasificación
Porticulasphaera incluye a las siguientes especies:
- Porticulasphaera howei †
- Porticulasphaera kugleri †, también considerada como Globigerinatheka kugleri
- Porticulasphaera mexicana †, también considerada como Globigerinatheka mexicana
- Porticulasphaera semiinvoluta †, también considerada como Globigerinatheka semiinvoluta
- Porticulasphaera tropicalis †, también considerada como Globigerinatheka semiinvoluta

Otra especie considerada en Porticulasphaera es:
- Porticulasphaera beckmanni †, aceptada como Orbulinoides beckmanni